# 가브리엘 리프만
가브리엘 리프만(Gabriel Lippmann 1845년 8월 16일 - 1921년 7월 13일)은 프랑스의 물리학자이다. 빛의 간섭현상을 이용한 컬러사진 감광판을 발명한 공로로 1908년에 노벨 물리학상을 받았다.

## 같이 보기
- 오토스테레오스코피
- 라이트 필드 카메라